# آرامگاه زاهد گیلانی
بقعه شیخانه بر یا شیخ زاهد گیلانی مربوط به اواخر سده ۹ ه‍.ق است و در شهرستان لاهیجان، محله ی شیخانه بر واقع شده و این اثر در تاریخ ۵ دی ۱۳۴۷ با شمارهٔ ثبت ۸۲۴ به‌عنوان یکی از آثار ملی ایران به ثبت رسیده‌است.
بقعه شیخ زاهد گیلانی بنایی در محله ی شیخاه بر در ۳ کیلومتری شهر لاهیجان در استان گیلان است که بنا بر برخی منابع آن را مدفن شیخ تاج‌الدین ابراهیم ملقب به شیخ زاهد گیلانی از عرفاً و دراویش بزرگ و از استادان شیخ صفی‌الدین اردبیلی دانسته‌اند. این بنا دارای یک گنبد هشت ترک فیروزه‌ای بوده و در میان مزارع برنج و چای و جنگل احاطه شده‌است و از مقاصد گردشگری استان گیلان است.

## تاریخچه بنا

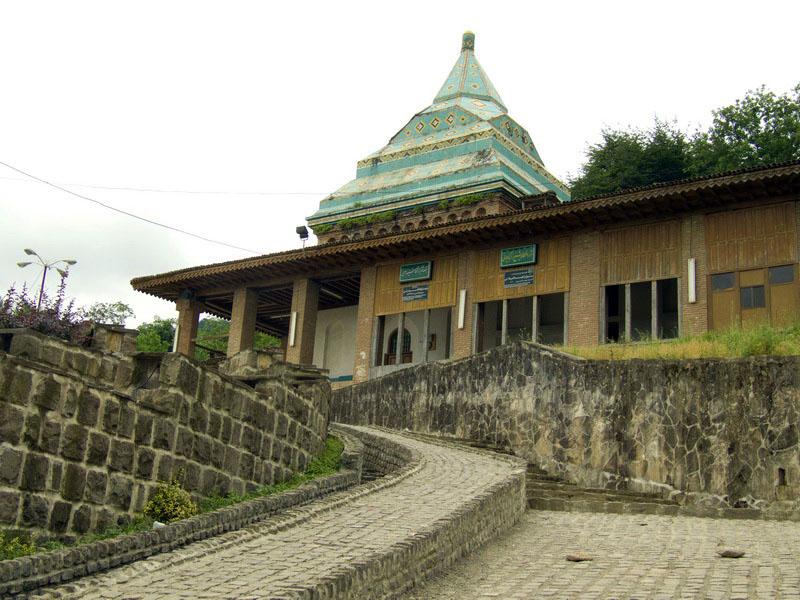
مقبره شیخ زاهد گیلانی، نمای شمالی

وفات شیخ زاهد در سال ۷۰۰ هجری قمری بود و او را در حوالی سیاهورود در ناحیه غربی گیلان دفن کردند. بنابر برخی روایات بعدها در سال ۸۹۲ هجری قمری سلطان حیدر صفوی به سبب خوابی که دیده بود، با معماران و نجاران خود که از شهر شیروان با کشتی به گیلان منتقل کرده بود این بنا را ساخت و جسد شیخ را به آن جا منتقل کرد.
بنای بقعه دارای دو اتاق مربع و مستطیل شکل در کنار است. در سمت شمال، ایوان طویلی با هفت فیلپا قرار دارد. در شرق حرم، ایوانی با شش فیلپا و در حاشیه و قسمت جنوبی همین اتاق نیز ایوان دیگری با شش فیلپا دیده می‌شود. ازاره دیوارهای ایوان‌ها تا ارتفاع ۱۱۵سانتی‌متر با کاشی کاری هفت رنگ عصر قاجار تزیین شده‌است و طاقچه‌هایی با طاق جناقی در قسمت‌های مختلف ایوان به چشم می‌خورد. بنا دارای گنبد هرمی و هشت ترک است که شیب تند آن به دلیل عبور سریع آب باران ساخته شده‌است. سطح حره را با کاشی کاری زرد و آبی، سفید و سیاه، با نقوش سنتی و گل دار پوشانده‌اند. اطراف گنبد و دیگر نقاط بنا را با سفال پوشش داده‌اند.
این بنا متعلق به صدهٔ نهم قمری و دارای شماره ثبت ملی ۸۲۴ از سازمان میراث فرهنگی و گردشگری کشور است.

## سید مهدی باشکیجانی
در این بقعه و در جوار مزار شیخ زاهد گیلانی مزاری دیگری است که طبق کتیبه موجود متعلق به سید رضی بن سید مهدی الحسینی باشکیجانی است که در ۸۳۵ هجری درگذشته و در این مکان به خاک سپرده شده‌است.

## مدفن واقعی شیخ زاهد
در این مکان کتیبه‌ای مبنی بر تأیید دفن شیخ زاهد گیلانی وجود ندارد و همچنین بنابر برخی منابع تاریخی، برخی از محققین در مورد اینکه این بنا مدفن واقعی شیخ زاهد گیلانی باشد تردید دارند. احمد موسوی مزار شیخ زاهد را بر اساس نوشته‌های صفوةالصفا حوالی روستای سیاهورود در ۱۳ کیلومتری فومن می‌داند و اضافه می‌کند در آنجا بنای ساده‌ای وجود دارد که به شیخ (پیر) زاهد منصوب است. هرچند به علت ارادت مردم به این شخصیت، بقعه‌های دیگری نیز در سایر آبادی‌های گیلان به او منسوب است. عباسقلی غفاری‌فرد با بررسی متونی همچون صفوه‌الصفا، تاریخ حزین اثر حزین لاهیجی و روضه‌الصفویه بر این باور است که مکان‌هایی که این منابع از آن نام می‌برده‌اند، امروز در جمهوری آذربایجان قرار دارند. وی بر اساس بررسی‌های میدانی روستای ساحلی سیاه‌ور واقع در شهرستان لنکران را محل اولیه دفن شیخ زاهد می‌داند که پس از چندین سال پیکر شیخ زاهد از آن‌جا به روستای  شیخ‌کران در دوکیلومتری روستای اول، منتقل می‌گردد و هم‌اکنون نیز آرامگاهی با نام شیخ زاهد در آن روستا قرار دارد.